# Sojus T-10-1
Sojus T-10-1 (auch als Sojus T-10A bezeichnet) ist die Missionsbezeichnung für den fehlgeschlagenen Flug eines sowjetischen Sojus-Raumschiffs zur sowjetischen Raumstation Saljut 7 am 26. September 1983. Es war der 70. Flug im sowjetischen Sojusprogramm.

## Besatzung

### Hauptmannschaft
- Wladimir Georgijewitsch Titow, Kommandant
- Gennadi Michailowitsch Strekalow, Bordingenieur

Fünf Monate zuvor hatten Titow und Strekalow während der Mission Sojus T-8 (zu der auch Alexander Serebrow als drittes Besatzungsmitglied gehörte) bereits versucht, Saljut 7 zu betreten, aber die Kopplung misslang, und der Flug musste vorzeitig abgebrochen werden.

### Ersatzmannschaft
- Leonid Denissowitsch Kisim, Kommandant
- Wladimir Alexejewitsch Solowjow, Bordingenieur

## Fehlstart
Diese Mission erreichte ihr Ziel nicht, da die Rakete während des Starts auf dem Starttisch durch ein Feuer zerstört wurde. Die Besatzung wurde durch das Notfallsystem gerettet.
Kurz vor dem Abheben lief Treibstoff unter der Sojus-Rakete aus und fing Feuer. Die Startkontrolle aktivierte sofort das Rettungssystem, aber die Steuerkabel waren schon durchgebrannt, und auch die Besatzung konnte das System nicht aktivieren. Zwanzig Sekunden später gelang es der Startkontrolle, das Notfallsystem über Funk zu starten. Zu dieser Zeit stand ein Booster bereits in Flammen. Die Haltebolzen, welche das Rückkehrmodul am Servicemodul sowie die obere Lastverkleidung an der unteren hielten, wurden abgesprengt. Die Raketenmotoren des Rettungssystems zündeten für fünf Sekunden und beschleunigten das Orbital- und Rückkehrmodul, die immer noch in der Verkleidung steckten, mit einer Beschleunigung von 14 bis 17g (137 bis 167 m/s²). Der brennende Booster explodierte zwei Sekunden nach der Aktivierung und zerstörte den Startplatz, von dem aus schon Sputnik 1 und Wostok 1 gestartet waren. Die vier Flugstabilisatoren an der Außenhülle der Nutzlastverkleidung öffneten sich, und das Rückkehrmodul trennte sich in einer Höhe von 650 m vom Orbitalmodul und fiel frei aus der Hülle. Der Hitzeschild wurde abgesprengt, um die Feststoff-Bremsraketen freizulegen, und der sich schnell öffnende Fallschirm entfaltete sich. Die Landung erfolgte 4 km vom Startplatz entfernt.

## Auswirkungen
Die Besatzung von Saljut 7, Wladimir Ljachow und Alexander Alexandrow, musste die Raumstation im November 1983 mit Sojus T-9 verlassen, weil weder ein neues Raumschiff noch eine neue Mannschaft zur Verfügung stand. Im Februar 1984 flog eine neue Langzeitmannschaft mit Sojus T-10 zu Saljut 7. Strekalow gehörte zur Mannschaft, die im April die Raumschiffe auswechselte. Er startete mit Sojus T-11 und landete eine Woche später mit Sojus T-10. Für Titow war die Flugpause länger. Erst im Dezember 1987 machte er seinen nächsten Raumflug. Mit Sojus TM-4 startete er zur Raumstation Mir und verbrachte dort genau ein Jahr.